# Брекзит (фільм)
Брекзит (англ. Brexit: The Uncivil War) — британська телевізійна драма 2019 року режисера Тобі Гейнса та сценариста Джеймса Ґрегема, знята на основі подій, що відбувались у Великій Британії в 2016 році — питання виходу Великої Британії з Європейського Союзу. У фільмі зображується підготовку до референдуму 2016 року, до проведення якого спонукала кампанія Vote Leave (укр. «Голосуй за вихід»), що агітувала за вихід Британії з ЄС. Бенедикт Камбербетч виконує роль Домініка Каммінґса, керівника кампанії Vote Leave. Рорі Кіннір виконує роль Крейга Олівера, одного з лідерів кампанії Britain Stronger in Europe (укр. «Британія сильніша в Європі»)
Прем'єра відбулась у Великій Британії 7 січня 2019 року на телеканалі Channel 4, а згодом на HBO у США 19 січня. Фільм отримав позитивні відгуки від критиків та особливо похвалу за акторську гру Камбербетча, яку порівняли з його роллю у серіалі Шерлок.
Фільм був номінований на 71-й церемонії вручення премії «Еммі» за найкращий телевізійний фільм.

## Сюжет
Фільм розпочинається з майбутнього (вигаданого) громадського розслідування у 2020 році, де розчарований Домінік Каммінґс намагається пояснити комісії, що вони не розуміють наскільки нові технології змінюють політику, а отже, і суспільство у Великій Британії.
У 2015 році Каммінґс відхилив пропозицію депутата від UKIP Дугласа Карсвелла та політичного стратега Метью Елліотта очолити кампанію голосування Vote Leave через його презирство до «вестмінстерської політики», але погодився, коли Карсвелл пообіцяв йому повний контроль. Каммінґс використовує «інструменти мікротаргетування, керовані алгоритмічною базою даних», які поширюються через соціальні мережі й інтернет, замість традиційної кампанії з плакатами, телефонними дзвінками та листівками, яких розповсюджують місцеві депутати. Каммінґс відкидає підхід Найджела Феража та Аррона Бенкса з Leave.EU щодо об'єднання кампаній, оскільки його дані показують, що Фераж є перешкодою для отримання більшості. Технологічний підхід Каммінґса викликає розбіжності з депутатами Vote Leave та спонсорами. Джон Міллз, голова Vote Leave, намагається звільнити Каммінґса, щоб він об'єднався з Leave.EU, але натомість звільняють його.
Каммінґс і його колега з Remain, Крейг Олівер, діляться своїми стратегіями та думками один про одного зі своїми командами. Обидва визначають одну третину британських виборців, які не визначилися, як частину суспільства, на яку можна вплинути. Олівер націлений на «роботу та економіку», тоді як Каммінґс вважає, що «втрата контролю» та можливий вступ Туреччини до ЄС викличуть більше занепокоєння. Каммінґс посилається на стратегію з «Мистецтва війни» Сунь Цзи та уникає спростовування гасла опонента, а замість цього зосереджується на власному посланні — «Повернути контроль». Каммінґс зустрічає та наймає канадця Зака Массінгема, співзасновника AggregateIQ, який пропонує створити базу даних за допомогою інструментів соціальних медіа про виборців, яких немає у британському реєстрі виборців, але вони готові проголосувати за вихід. Аррон Бенкс зустрічається з Робертом Мерсером, який обговорює потенціал інструментів баз даних соціальних мереж.
Каммінґс, використовуючи базу даних AggregateIQ, приводить члена парламенту Дугласа Карсвелла до Джейвіка — частини його виборчого округу, про існування якої він навіть не знав, де подружжя розповідає про втрату свого становища. Олівер, використовуючи традиційні фокус-групи, усвідомлює, що його кампанія не змогла зрозуміти занепокоєння багатьох британських виборців, оскільки члени однієї фокус-групи розсварилися між собою, а один із учасників розривався від плачу: «Мені набридло відчуття, ніби нічого…ніби я нічого не маю! Ніби я нічого не знаю. Ніби я ніщо. Мене це набридло». Власний персонал Олівера стає деморалізованим і розлюченим.
На фінальному етапі кампанії відомі депутати від Консервативної партії Майкл Гоув і Борис Джонсон приєднуються до кампанії Vote Leave, наголошуючи на необхідності «повернути контроль», а Пенні Мордаунт висловлює на ВВС занепокоєння щодо приєднання Туреччини. Олівер проводить екстрену конференцію Торі-Лейбористської партії Remain з прем'єр-міністром Девідом Кемероном і Пітером Мандельсоном, але кожна сторона звинувачує іншу в занепаді кампанії. Після вбивства члена парламенту Джо Кокс Каммінґс та Олівер випивають і обговорюють події. Каммінґс порівнює свою кампанію з тим, що він запустив потяг, який неможливо зупинити, а Олівер відповідає: «Будьте обережні, чого бажаєте. Згодом ви не зможете контролювати це».
23 червня 2016 року Велика Британія проголосувала за вихід із ЄС з мінімальним відривом. Після переможної промови Каммінґс тихо покидає офіс кампанії Vote Leave. Далі події фільму повертаються в сьогодення під час (вигаданого) публічного розслідування 2020 року, Каммінґс висловлює своє розчарування тим, як політична система відреагувала після перемоги Vote Leave, і виходить із огидою.

## У ролях
- Бенедикт Камбербетч — Домінік Каммінґс, головний політичний стратег Vote Leave
- Рорі Кіннір — Крейг Олівер, головний політичний стратег Britain Stronger in Europe
- Лі Бордман — Аррон Бенкс, бізнесмен і співзасновник Leave.EU
- Річард Ґолдінг у ролі Бориса Джонсона, депутата від Консервативної партії та мера Лондона (пізніше прем'єр-міністра), який виступав за вихід Британії з ЄС
- Джон Хеффернан — Метью Елліотт, політичний стратег Vote Leave
- Олівер Малтман у ролі Майкла Гоува, депутата від Консервативної партії, який виступав за вихід
- Саймон Пейслі Дей у ролі Дугласа Карсвелла, члена парламенту від UKIP, який виступав за вихід
- Люсі Рассел — Елізабет Денхем, уповноважена з питань інформації
- Пол Райан у ролі Найджела Фараджа, члена Європарламенту від UKIP і відомого борця за вихід
- Кайл Соллер — Зак Массінгем, співзасновник AggregateIQ, найнятий Камміґнсом
- Ліз Вайт у ролі Мері Вейкфілд, редактора The Spectator і дружини Каммінґса
- Кейт О'Флінн у ролі Вікторії Вудкок, операційного директора Vote Leave
- Ніколас Дей в ролі Джона Міллса, бізнесмена та голови Vote Leave, якого звільняє Каммінґс
- Тім Макмуллан у ролі сера Бернарда Дженкіна, депутата від Консервативної партії та члена правління Vote Leave

## Сприйняття
Відгуки критиків були загалом позитивними після трансляції фільму у Великій Британії 7 січня 2019 року на Channel 4. На вебсайті зібраних рецензій Rotten Tomatoes рейтинг схвалення фільму становить 80 % на основі 55 рецензій із середнім рейтингом 7,3/10. Також багато глядачів приємно вражені акторською грою Бенедикта Камбербетча. Metacritic повідомляє про середню оцінку 73 зі 100 на основі 12 критиків, що вказує на «загалом схвальні відгуки».
Люсі Манган з The Guardian дуже критично поставилася до фільму, оцінивши його лише на дві зірки з п'яти, та назвала його «поверховим, безвідповідальним телебаченням», а також розкритикувала зображення Найджела Феража та Аррона Бенкса як «мультяшних бовдурів замість небезпечних замішувачів лайна».

## Нагороди
- У 2019 році 71-ша премія «Еммі» за найкращий телевізійний фільм (номінація).[8]

## Дивитися також
- Референдум про членство Великої Британії в Європейському Союзі 2016 року
- Вихід Великої Британії з ЄС

## Інші посилання
- Brexit: The Uncivil War at IMDb
- Brexit: The Uncivil War at Rotten Tomatoes
- Brexit: The Uncivil War at Metacritic
- Brexit HBO officical trailer
- Брекзит трейлер українською від НеЗупиняйПродакшн